# Sleep It Off
Sleep It Off je druhé a zároveň poslední studiové album americké zpěvačky Cristiny. Vydáno bylo v roce 1984 společností Mercury Records. Producentem desky byl Don Was, zatímco vedoucím producentem byl zpěvaččin manžel Michael Zilkha. Autorem obalu alba byl francouzský výtvarník Jean-Paul Goude. Goude později použil totožný motiv na obalu desky Slave to the Rhythm zpěvačky Grace Jones. Album původně vyšlo na dlouhohrající gramofonové desce a na audiokazetě. V roce 2004 jej vydala společnost ZE Records v reedici na kompaktním disku. Reedici koordinoval Michel Esteban. Tato verze obsahovala šest bonusových písní. Na albu hráli například Barry Reynolds (kytara), Marcus Belgrave (trubka), Howard Wyeth (bicí) a Doug Fieger (baskytara).

## Seznam skladeb
| Pořadí | Název                      | Autor                             | Délka |
| ------ | -------------------------- | --------------------------------- | ----- |
| 1.     | Don't Mutilate My Mink     | Cristina, Don Was                 | 2:57  |
| 2.     | Ticket to the Tropics      | Cristina, Doug Fieger             | 4:20  |
| 3.     | She Can't Say That Anymore | Sonny Throckmorton                | 3:07  |
| 4.     | Quicksand Lovers           | Cristina, Don Was, Bruce Nazarian | 3:17  |
| 5.     | Rage and Fascination       | Cristina, Ben Brierly, Joe Mavety | 4:31  |
| 6.     | Ballad of Immoral Earnings | Bertolt Brecht, Kurt Weill        | 4:18  |
| 7.     | What's a Girl to Do        | Cristina, Don Was, Barry Reynolds | 3:32  |
| 8.     | The Lie of Love            | Cristina, Reynolds                | 4:34  |
| 9.     | Blue Money                 | Van Morrison                      | 4:13  |
| 10.    | He Dines Out on Death      | Cristina, Brierly                 | 2:36  |

| Bonusy na reedici z roku 2004 | Bonusy na reedici z roku 2004        | Bonusy na reedici z roku 2004 | Bonusy na reedici z roku 2004 |
| Pořadí                        | Název                                | Autor                         | Délka                         |
| ----------------------------- | ------------------------------------ | ----------------------------- | ----------------------------- |
| 11.                           | Smile                                | Don Was, David Was            | 3:45                          |
| 12.                           | Deb Behind Bars                      | Cristina, Brierly             | 4:22                          |
| 13.                           | Things Fall Apart                    | Cristina, Don Was, David Was  | 4:32                          |
| 14.                           | When U Were Mine                     | Prince                        | 3:18                          |
| 15.                           | Deb Behind Bars (alternativní verze) | Cristina, Brierly             | 4:19                          |
| 16.                           | You Rented a Space                   | Cristina, Robert Palmer       | 3:25                          |